# Стадіон Співдружності (Едмонтон)
Стадіон Співдружності (англ. Commonwealth Stadium) — стадіон в Едмонтоні, Альберта, Канада. Є домашньою ареною команди Канадської футбольної ліги «Едмонтон Ескімос».

## Історія
Стадіон був побудований для проведення Ігор Співдружності 1978 року, які проводилися в Едмонтоні. Спочатку, коли місто було обрано для проведення ігор, планувалося провести реконструкцію стадіону Кларка (англ. Clarke Stadium), але в січні 1975 року вирішено було побудувати новий стадіон місткістю понад 40 тис. місць, який прилягав до існуючого стадіону. У 2026 році тут пройдуть матчі чемпіонату світу з футболу.
Будівництво стадіону було розпочато в березні 1975 році і закінчено в 1978 році до відкриття Ігор Співдружності третього серпня 1978 року. Спочатку стадіон вартістю 20,9 млн $ вміщував 42 500 місць, додаткові 18 000 місць були встановлені для проведення Літньої Універсіади 1983 року. Стадіон також зазнав значної реконструкції в 2001 році.
У 2010 році покриття стадіону замінили на штучну траву.

## Використання

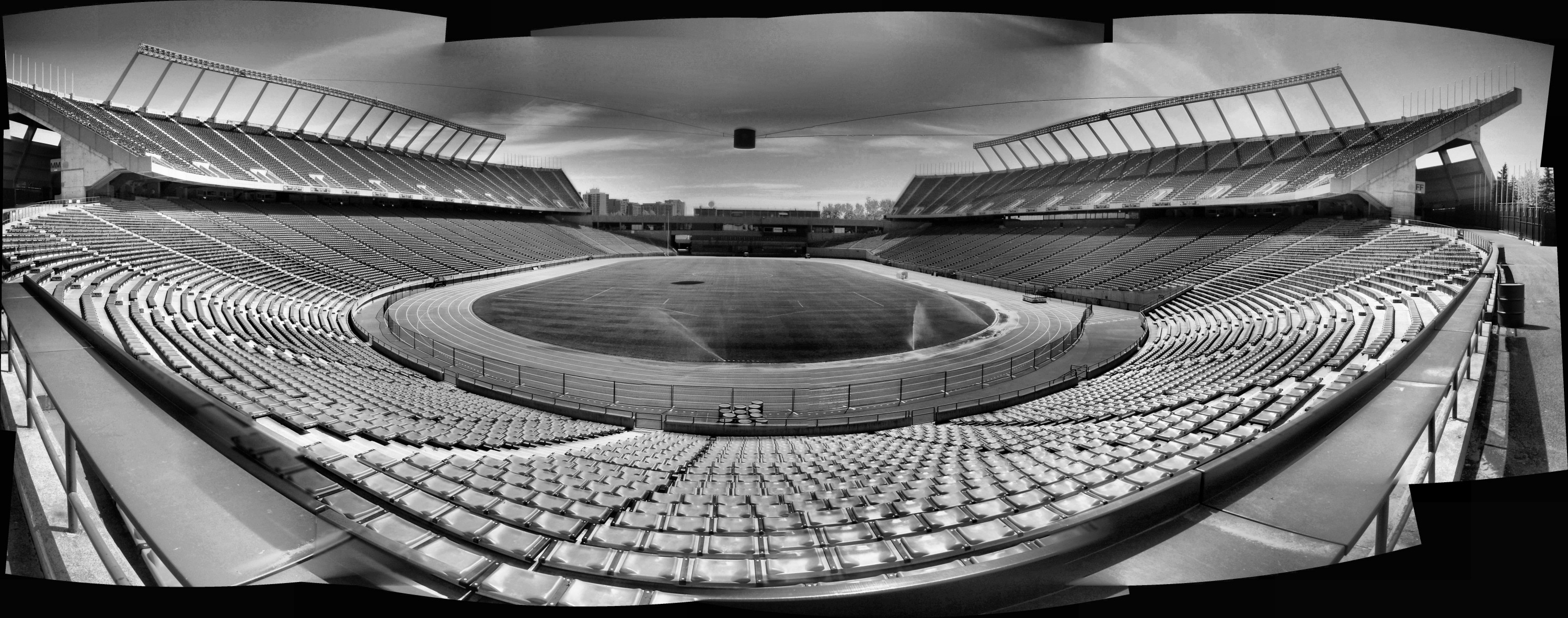
Панорамний вигляд стадіону (2006)

Стадіон використовувався для проведення Ігор Співдружності в 1978, XII Літньої універсіади в 1983 році, Чемпіонату світу з легкої атлетики в 2001 році, а також чемпіонату світу з футболу серед молодіжних команд в 2007 році та Чемпіонат світу з футболу серед жінок 2015 року.
До відкриття в Торонто стадіону «БМО Філд» в 2007 році Стадіон Співдружності був домашньою ареною чоловічої футбольної збірної Канади.
Стадіон чотири рази використовувався для проведення ігор Кубка Грея: 1984, 1997, 2002 і 2010 роках.
На стадіоні проходили концерти таких артистів як Pink Floyd, David Bowie, The Rolling Stones, AC/DC, U2 і багатьох інших.